# La rateta de biblioteca
La rateta de biblioteca (本好きの下剋上 ～司書になるためには手段を選んでいられません～, Honzuki no Gekokujō: Shisho ni Naru Tame ni wa Shudan o Erandeiraremasen, lit. 'L'ascens d'una lletraferida: faré el que sigui per esdevenir bibliotecària') és una sèrie de novel·les lleugeres japoneses escrita per Miya Kazuki i il·lustrada per You Shiina. Va ser serialitzada de setembre de 2013 a març de 2017 al web Shōsetsuka ni Narō. Més endavant la sèrie la va adquirir TO Books, la qual n'ha publicat 35 volums d'ençà de gener de 2015.
D'octubre de 2015 a juliol de 2018 es va serialitzar una adaptació a manga de la primera part al web Niconico Seiga, i va ser il·lustrada per Suzuka. TO Books la va recopilar en set volums tankōbon. El manga es va començar a publicar en català el 16 de setembre de 2024 per l'editorial Kitsune Manga.
D'octubre a desembre de 2019 se'n va emetre una adaptació animada produïda per Ajia-do Animation Works. La segona part es va emetre d'abril a juny de 2020. Un episodi OVA de dues parts es va emetre el març del 2020. Una tercera temporada es va emetre d'abril a juny de 2022. Se n'ha anunciat una quarta temporada produïda per Wit Studio.

## Argument
Una estudiant universitària a la qual li encanten els llibres des de la infància mor en un accident i es reencarna en un món completament diferent, del que no sap res en absolut. Descobreix que ara és la Myne, la malaltissa filla de cinc anys d'un soldat pobre. Però el pitjor és que gairebé ningú en aquest món sap llegir, els llibres pràcticament no existeixen i els pocs que hi ha són molt cars. Què pot fer una rateta de biblioteca com ella en un món sense llibres? Doncs fer-los! Així, lluitarà per convertir el seu somni en realitat: viure envoltada de llibres i ser bibliotecària.

## Contingut de l'obra

### Novel·les lleugeres
La rateta de biblioteca va ser publicada originalment per Miya Kazuki en format de novel·la web gratuïta a Shōsetsuka ni Narō l'any 2013 fins que va ser adquirida per TO Books, que va publicar el primer volum imprès amb el segell TO Bunko el gener de 2015 i va comptar amb il·lustracions de You Shiina. A desembre de 2023, la sèrie va haver acumulat més de 33 volums, dividits en cinc parts.

### Manga
TO Books ha publicat una adaptació al manga de la sèrie amb un format semblant al de les novel·les. La 1a part, subtitulada Si no hi ha llibres, els faré jo! (本がないなら作ればいい!, Hon ga nainara tsukureba ī!), va ser il·lustrada per Suzuka i serialitzada a Comic Corona d'octubre de 2015 a juliol de 2018. Es va recopilar en un total de set volums. Suzuka va continuar il·lustrant la 2a part, subtitulada Em faré sacerdotessa si cal, pels llibres! (本のためなら巫女になる！, Hon no tamenara miko ni naru!), la qual va començar a serialitzar-se a Comic Corona el 24 de setembre de 2018 i té un total d'onze volums. La 3a part subtitulada Escamparé els llibres pel territori! (領地に本を広げよう！, Ryōchi ni hon o hirogeyou!) està il·lustrada per Ryo Namino i va començar a serialitzar-se a Comic Corona malgrat que la 1a part encara s'estava publicant en aquell moment. La 3a part té vuit volums. La 4a està il·lustrada per Hikaru Katsuki i va començar a serialitzar-se el 24 de desembre de 2020 també a Comic Corona i té un total de vuit volums.
Al 29 Manga Barcelona, Kitsune Manga va anunciar que portaria la 1a part del manga en català. Finalment, es va començar a publicar el 16 de setembre de 2024.

### Anime
El 7 de març de 2019 es va anunciar una adaptació de la sèrie a anime. La sèrie està animada per Ajia-do Animation Works i dirigida per Mitsuru Hongo. Mariko Kunisawa s'encarregà de la composició de la sèrie, Yoshiaki Yanagida i Toshihisa Kaiya en van dissenyar els personatges, i Michiru en va compondre la música.
La primera temporada va tenir 14 episodis, que es van emetre del 3 d'octubre al 26 de desembre de 2019 a ABC, Tokyo MX, Wowow i BS Fuji, i cobreix la 1a part de la novel·la lleugera. Sumire Morohoshi va interpretar el tema d'obertura de la sèrie "Masshiro" (真っ白, lit. 'blanc pur') , mentre que Megumi Nakajima va interpretar-ne el tema de cloenda "Kamikazari no Tenshi" (髪飾りの天使, lit. 'L'àngel de l'ornament de cabells'). Una sèrie OVA de dues parts, numerada col·lectivament com a episodi 14.5, es va emetre el 9 de març de 2020.
La segona temporada va tenir 12 episodis, que es van emetre del 5 d'abril al 21 de juny de 2020 i cobreixen els volums 1 i 2 de la 2a part de la novel·la lleugera. Sumire Morohoshi també va interpretar el tema d'obertura de la segona temporada "Tsumujikaze" (旋風, lit. 'Revolt'), mentre que Minori Suzuki va interpretar-ne el tema de cloenda "Efemera wo Atsumete" (エフェメラをあつめて, lit. 'Buscant els materials efímers').
La producció d'una tercera temporada es va anunciar el 12 de juliol de 2020, que va tenir 10 episodis i es va emetre del 12 d'abril al 14 de juny de 2022 a ytv. Cobreix els volums 3 i 4 de la 2a part de la novel·la lleugera. Nao Tōyama va interpretar el tema d'obertura de la tercera temporada "Ano Hi no Kotoba" (あの日のことば, lit. 'Les paraules d'aquell dia'), mentre que Maaya Sakamoto va interpretar-ne el tema de cloenda "Kotoba ni Dekinai" (言葉にできない, lit. 'No em surten les paraules').
El 6 de desembre de 2023 es va anunciar una quarta temporada de Wit Studio que cobreix 3a part de la novel·la lleugera.

## Acollida
A 31 d'octubre de 2022 la sèrie havia venut més de 8 milions de còpies en vendes físiques i digitals combinades. La sèrie va ocupar el cinquè lloc el 2017, el primer el 2018 i el 2019, el segon el 2020 i el 2021, el tercer el 2022 i el primer el 2023, abans d'incorporar-se al Saló de la Fama de la guia anual de novel·les lleugeres de Takarajimasha Kono Light Novel ga Sugoi!, a la categoria tankōbon.
El 2017, l'adaptació del manga va ocupar la setena posició en la tercera posició dels Next Manga Awards en la categoria web.
La segona temporada d'anime va ser nominada a "Millor fantasia" als Crunchyroll Anime Awards del 2021.